# Ezav
Ezav (hebr. עֵשָׂו) je, prema Bibliji, bio prvi sin Izaka i Rebeke, te brat blizanac Jakovljev. Izvještaj o Ezavu nalazi se u Petoknjižju, točnije u Knjizi Postanka.

## Ime
Ime Ezav dolazi od hebrejske riječi עֵשָׂו što znači "dlakav", a prema Knjizi Postanka to je referenca za njegovu dlakavost kod rođenja.

## Biblija o Ezavu
Ezav je bio Izakov i Rebekin prvorođenac, te brat blizanac Jakovljev koji se rodio držeći se za njegovu petu (Post 25,24-26). Njihovom ocu Izaku je bilo 60 godina kad su se oni rodili. Kad je Ezav odrastao, postao je vješt lovac, čovjek pustare, dok je njegov brat Jakov bio krotak i boravio u šatorima (Post 25,27). Budući da je Ezav volio divljač bio je draži svome ocu, dok je njegovoj majci Jakov bio draži (Post 25,28).
Ezav je poznat po tome što je olako pogazio i ustupio svoje prvorodstvo bratu Jakovu. Naime, jednom prilikom se Ezav vratio s polja. Bio je gladan i tražio je od Jakova da mu dâ crvenog variva da pojede. Jakov je odgovorio da će mu udovoljiti ako najprije on njemu ustupi svoje prvorodstvo. Ezav se s time složio, no Jakov je još tražio da mu se zakune, i kada mu se Ezav zakunio dobio je kruha i juhe od leće. Nakon objeda se digao i otišao svojim poslom (Post 25,29-34). Kad je njegov otac Izak ostario i oslijepio, odlučio mu je prije smrti dati blagoslov. Naredio mu je otići u pustaru i uloviti mu divljači te pripremiti mu ukusan obrok, kako on voli te blagovati. Njegova majka Rebeka je čula njihov razgovor te je sve prenijela Jakovu. Tako je i ona njemu slično naredila, otići stadu i donijeti dva lijepa kozlića pa će ona pripremiti njegovom ocu, tako da on dobije blagoslov umjesto Ezava. Kad je Jakov to učinio, Rebeka je priredila ukusan obrok i dala mu odjenuti Ezavovo najljepše odijelo. Morao je odjenuti Ezavovo odijelo da ga otac ne bi prepoznao i da ne bi ispao varalicom. Sve je na kraju dobro završilo za Jakova, otac ga nije prepoznao pa je dobio blagoslov iako je bio namijenjen Ezavu. Kad se Ezav vratio i kad mu je otac rekao da mu je već netko prije njega pripremio i donio ukusan obrok, shvatio je da ga je Jakov prevario i da je prijevarom dobio očev blagoslov. Poslije toga je jako zamrzio Jakova.
Odnos između Ezava i Jakova se jako promijenio. Ezav je bio strašno ljut na Jakova, čak je rekao da će ga ubiti nakon očeve smrti. Kad je Rebeka to čula, zvala je Jakova te mu naredila da pobjegne kod njezinog brata Labana u Haran te da ostane kod njega neko vrijeme (Post 27,41-45). Proći će mnogo godina do njihovog sljedećeg susreta. Kad su se vidjeli, Ezav mu je potrčao ususret. Zagrlio ga je, poljubio i pao mu oko vrata. Pomirivši se, Ezav se zaputio natrag u Seir, dok se Jakov nastanio u Šekemu, u zemlji kanaanskoj (Post 33,2-18).
U Bibliji je zapisano da je Ezav imao tri žene: Adu, Basematu i Oholibamu. Rodilo mu se pet sinova: Ada mu je rodila Elifaza, Basemata Reuela, a Oholibama Jeuša, Jalama i Koraha.
Ezavova smrt nije opisana u Bibliji.
Od Ezava prema Bibliji potječe narod Edomaca. Premda blisko srodni, neprijateljski su se odnosili prema Izraelcima, koji potječu od Ezavova (Edomova) brata Jakova (Izraela).